# Chang'e 4
Chang'e 4 (嫦娥四号) è una missione del programma cinese di esplorazione della Luna pianificata per il 2018 e lanciata con successo il 7 dicembre. Il 3 gennaio del 2019 il lander Chang'e 4 ha realizzato il primo allunaggio sul lato oscuro della Luna nella storia dell'umanità. Ciò è stato reso possibile perché in precedenza, nel maggio 2018, la Cina aveva lanciato un satellite di comunicazioni, denominato Queqiao, nel punto lagrangiano L2 del sistema Terra-Luna, in modo che facesse da ponte con la Terra per le comunicazioni con il lander sul lato nascosto.

## Obiettivi
Un antico evento di impatto sulla Luna ha lasciato dietro di sé un cratere molto grande, chiamato bacino Aitken, profondo circa 13 km, e si pensa che la collisione abbia probabilmente esposto crosta lunare profonda, e probabilmente anche materiale del mantello. Se Chang'e 4 riuscisse a trovare e studiare parte di questo materiale, otterrebbe una visione senza precedenti della struttura interna e delle origini della Luna. Gli obiettivi scientifici specifici sono:
- Misurazione della composizione chimica delle rocce e del suolo lunare
- Misurazione della temperatura della superficie lunare per tutta la durata della missione.
- Effettuare osservazioni e ricerche radioastronomiche a bassa frequenza utilizzando un radiotelescopio
- Studio dei raggi cosmici
- Osservare la corona solare, studiare le sue caratteristiche e i suoi meccanismi di radiazione ed esplorare l'evoluzione e il trasporto delle espulsioni di massa coronale (CME) dal Sole verso la Terra

## Componenti

### Orbiter
Il lander da solo non sarebbe in grado di comunicare con la Terra, in quanto dal lato nascosto della Luna la Terra non sarebbe mai visibile. Per ovviare a questo problema, il 20 maggio 2018 è stato lanciato Queqiao, il satellite per le comunicazioni, che orbita attorno al punto lagrangiano L2 e serve da ponte radio per le comunicazioni.

### Lander

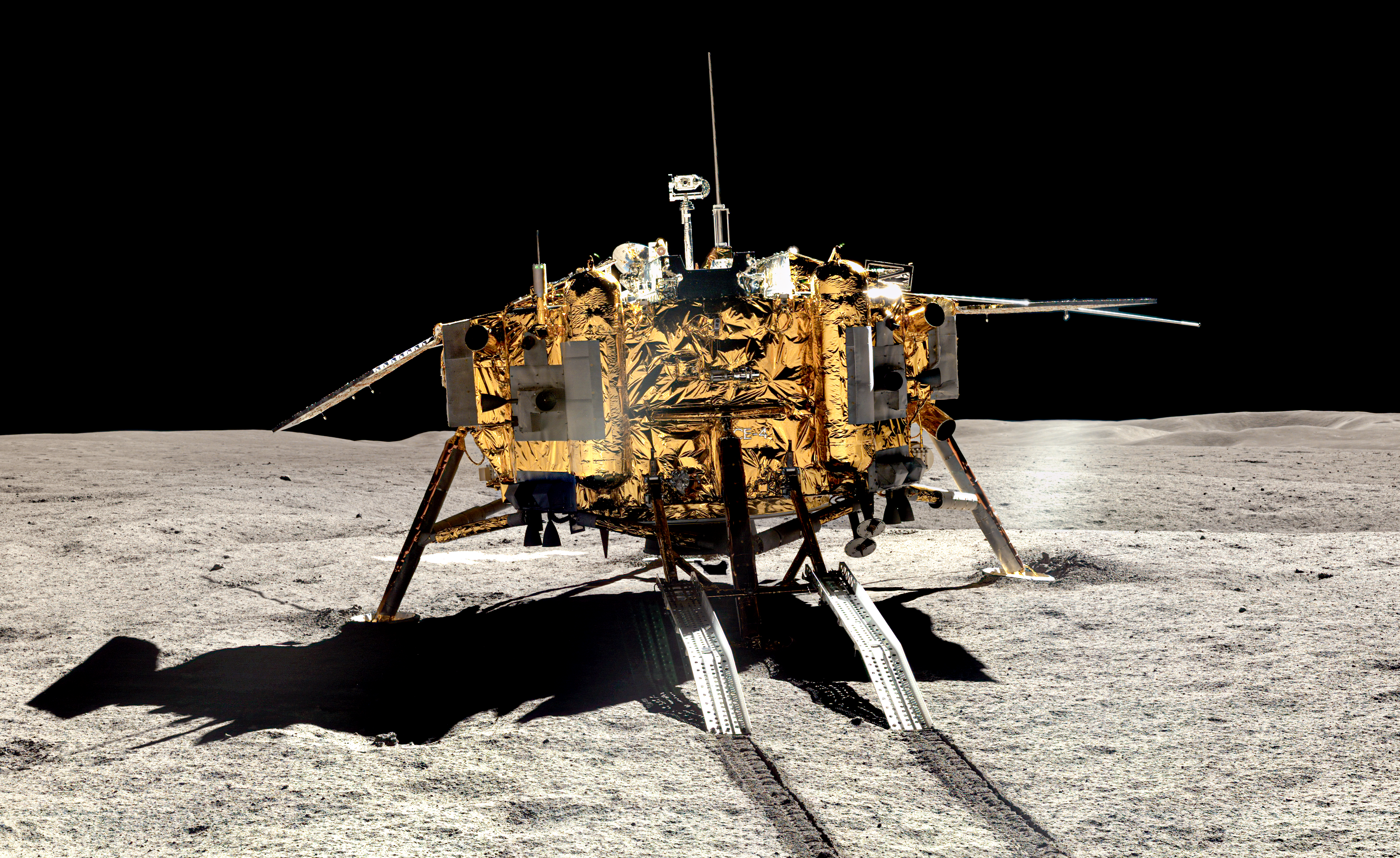
Il lander fotografato dal rover Yutu-2; si distingue la rampa abbassata, che ha permesso al rover di scendere in superficie.

L'allunaggio del lander è avvenuto il 3 gennaio 2019 nei pressi del cratere Von Kármán e analizzerà il suolo e il sottosuolo nel corso della sua missione.
Il cratere si trova nei pressi del polo sud lunare, dove è stata rilevata in passato la presenza di acqua sulla luna. La presenza di acqua è un fattore determinante per i progetti di esplorazione umana sulla luna.
Il 24 aprile 2019 il direttore dell'Agenzia Spaziale Nazionale Cinese, Zhang Kejian, ha confermato che la Cina intende costruire una stazione di ricerca scientifica nella zona del polo sud della luna.

### Rover

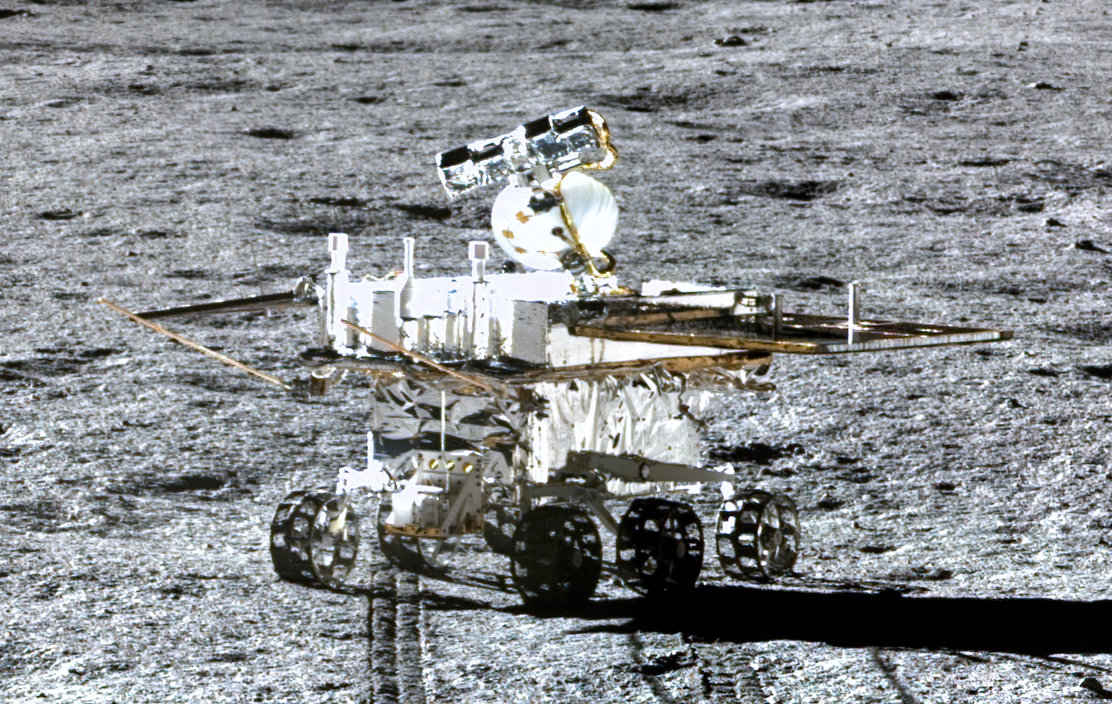
Il rover Yutu-2 fotografato dal lander.

Il rover della missione, battezzato Yutu-2 (Coniglio Yu a rappresentare l'immagine buona, pura e agile del coniglio di giada) ha iniziato il 3 gennaio 2019 le operazioni sulla superficie lunare. 
Dopo 3 anni, a inizio 2022 il rover aveva percorso oltre 1000 metri sulla superficie lunare.
Come anche il lander, il rover è dotato di un'unità riscaldante a radioisotopi (RHU) che trasmette calore ai componenti durante la lunga e gelida notte lunare.

## Svolgimento della missione

### Lancio
La sonda spaziale Chang'e 4 è stata lanciata il 7 dicembre 2018 alle ore 18:24 UTC (8 dicembre alle 2:24 ora locale) da un razzo Lunga Marcia 3-B decollato dalla base di lancio di Xichang con l'obiettivo di atterrare sul suolo lunare circa 27 giorni dopo. Il lander doveva allunare nel cratere Von Kármán situato sul lato nascosto della Luna. I dati possono essere scambiati con la Terra tramite un satellite per telecomunicazioni Queqiao lanciato il 20 maggio 2018 e posizionato in un’orbita di Lissajous attorno al punto di Lagrange L2 del sistema Terra-Luna. Da questa orbita il satellite ha visibilità sia della Terra che del sito di allunaggio di Chang'e 4..

### Viaggio e allunaggio

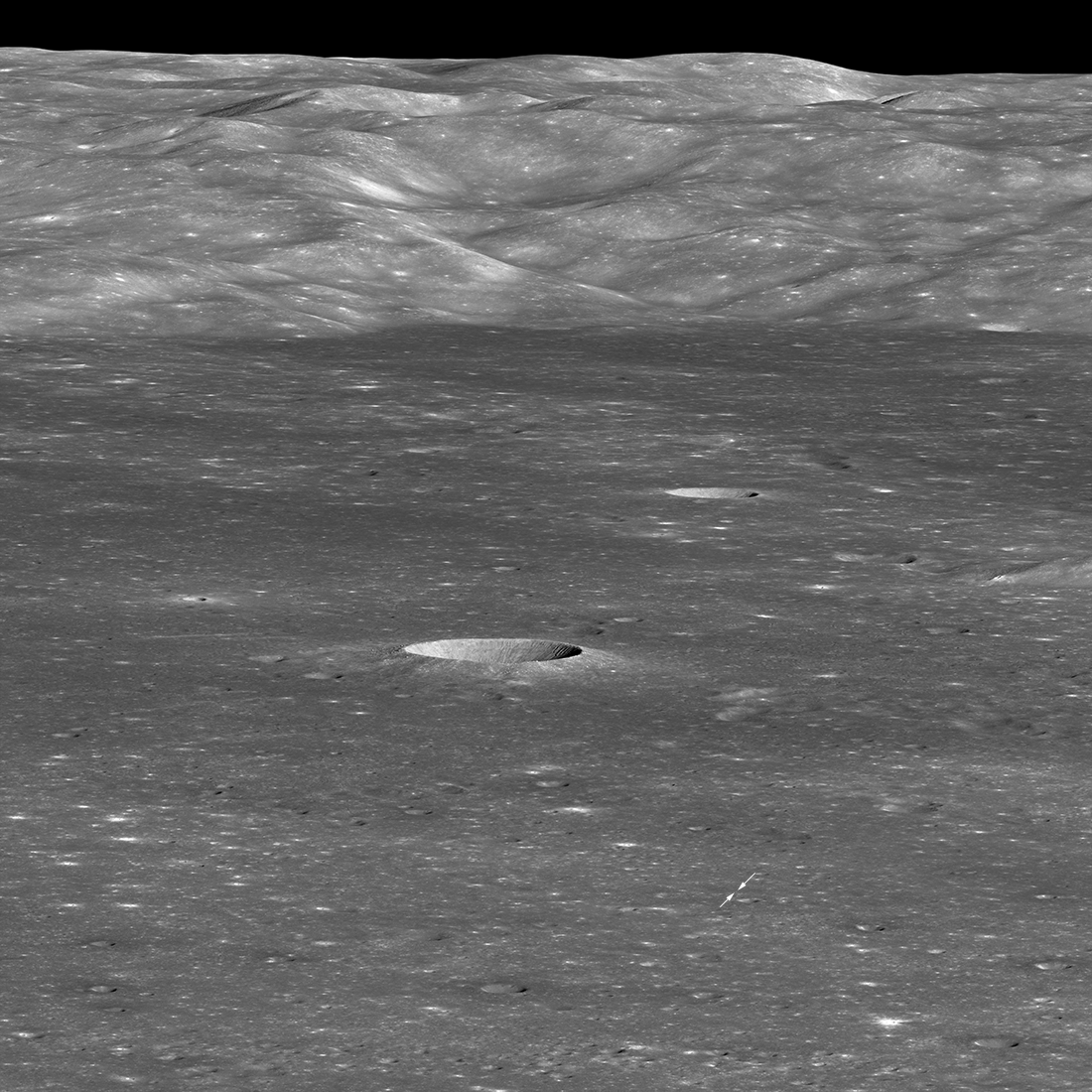
Sito d'atterraggio, indicato da due piccole frecce bianche, ripreso dal Lunar Reconnaissance Orbiter il 30 gennaio 2019

Chang'e 4 è stato lanciato su una traiettoria diretta direttamente verso la Luna. Durante il transito della navicella spaziale tra la Terra e la Luna erano previste tre manovre di correzione della traiettoria. Poiché l'iniezione sulla sua traiettoria da parte del lanciatore è stata sufficientemente precisa, non è stato necessario effettuare la prima manovra. La seconda manovra è stata effettuata il 9 dicembre. La terza correzione di rotta è stata annullata poiché non si è rivelata necessaria. Il 12 dicembre alle 8:39, la sonda ha completato con successo la sua manovra di frenata ed è entrata in un'orbita lunare di 100 x 400 km. Dopo aver orbitato attorno alla Luna per 20 giorni per testare il funzionamento degli strumenti, i collegamenti radio con il satellite relè Quequio ed effettuare rilevamenti, il lander è allunato il 3 gennaio alle 2:26 UTC nel cratere Von Kármán situato sul lato nascosto della Luna (coordinate: 177,6° E, 45,5° S)..

### Esplorazione della superficie

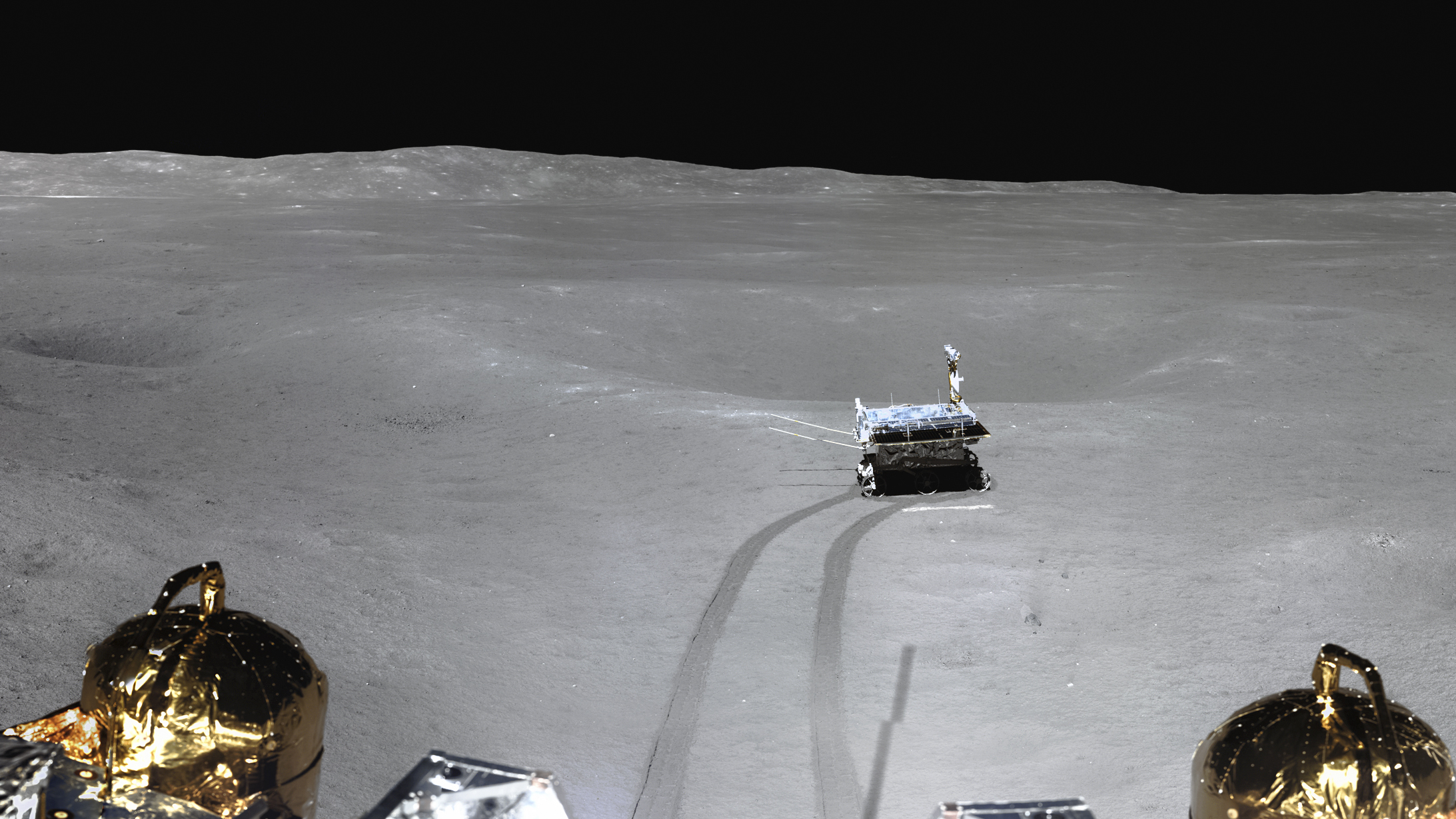
Yutu-2 che si allontana da lander, nella sua prima passeggiata sul suolo lunare.

Poche ore dopo l'allunaggio di Chang'e 4, il 3 gennaio 2019, è stata dispiegata la rampa che consente al rover Yutu-2 di scendere sul suolo lunare. Il rover ha effettuato la sua prima virata sulla Luna alle 14:22 UTC, percorrendo una dozzina di metri verso un cratere da impatto di circa quindici metri.  Non si muoverà più fino al 10 gennaio. Nel frattempo si spegne quando la temperatura sale fino ad avvicinarsi ai 200°C. Il giorno 10, mentre il sole si avvicinava alla linea dell'orizzonte, Yutu-2 fece un'inversione a U e percorse una trentina di metri, girando attorno al lander fotografandolo. 
Dal 13 al 28 gennaio 2019 il rover vive la sua prima notte lunare. Uno dei due pannelli solari del rover è stato piegato in modo da isolarlo meglio dal freddo, mentre un'unità riscaldante a radioisotopi viene utilizzata per trattenere quanto più calore possibile, visto che di notte la temperatura scende fino a -190°C. Il 28 gennaio il rover viene riattivato per iniziare il suo secondo giorno lunare. Due giorni dopo, il Lunar Reconnaissance Orbiter della NASA è riuscito a fotografarlo assieme al modulo di atterraggio. Quel giorno si è spostato di una decina di metri. L'11 febbraio, dopo aver percorso 120 metri dal suo arrivo, cinque in più di Yutu 1, ha iniziato la sua seconda notte lunare. Il 13 marzo 2019, prima di iniziare la sua terza notte lunare, il rover ha percorso 163 metri. Il 12 aprile 2019, per la sua quarta notte lunare, ha raggiunto i 178,8 metri.
Il rover è stato riattivato il 28 febbraio e il lander il 2 marzo. Secondo le autorità cinesi, i collegamenti con il satellite ripetitore Queqiao e il funzionamento delle due macchine sono nominali. All'inizio del suo terzo giorno, il rover percorre 43 metri. Il 12 aprile entra nella sua quinta notte lunare. Ha poi percorso 178,9 metri..
Successivamente le autorità cinesi hanno reso disponibili poche informazioni sullo svolgimento della missione. Nel gennaio 2023 il rover (così come il lander) è ancora operativo e continua a fornire nuove immagini della superficie della Luna. Ha percorso 1.455 metri dal suo arrivo sulla superficie lunare e si trova a 284 metri a nord-ovest del luogo di allunaggio.

### Esperimento biosfera
Una collaborazione di 28 tra istituti di ricerca ed università cinesi ha inviato un cilindro in lega di alluminio, di circa 3 kg, una mini-biosfera supportata da sostanze nutritive e acqua. La luce solare è filtrata nel contenitore attraverso un "tubo" e piccole telecamere monitoreranno il micro ambiente. All'interno erano contenute alcuni semi di cotone, patate, colza, arabetta, lievito e uova di moscerino della frutta; essendo il loro ciclo di vita relativamente breve è stato agevole monitorarlo. È stato il primo esperimento di tipo biologico effettuato sulla Luna. Solo cotone, patate e colza hanno germogliato; tuttavia le piantine sono morte quasi subito a causa della bassa temperatura esterna (−52 °C) durante la notte lunare.